# マレー・サンダース
マレー·サンダース (英語: Murray Sanders 、1910年4月11日 - 1987年6月29日) は、アメリカ合衆国の細菌学者、軍医、アメリカ陸軍中佐。
第二次世界大戦中、化学戦争部隊に配属され、生物兵器研究機関キャンプ・デトリック（現フォート・デトリック）に所属した。
1945年9月、アメリカ太平洋陸軍総司令部（GHQ/U.S. Army Forces, Pacific） の命でつくられた科学情報調査団（Scientific Intelligence Survey to Japan、団長カール・コンプトン、通称コンプトン調査団）の一員として横浜に上陸。元軍医内藤良一や政治家亀井貫一郎を窓口に、関東軍防疫給水部本部（731部隊）の本格調査に入った。紹介された関係者を尋問しても、みな実態についてほとんど何も知らないことに業を煮やし、連合国軍最高司令官総司令部参謀第2部部長チャールズ・ウィロビーを介して連合国軍最高司令官ダグラス・マッカーサーから731部隊の戦犯免責の保証を得て、内藤に対し「皆がもし真実を語るならその秘密を守り戦争犯罪人として訴追しないことを約束する」と述べた。内藤らとの交渉ののち、アメリカ合衆国旧陸軍省による継続調査を経て、人体実験の資料など研究成果の提供を交換条件に731部隊関係者は戦争犯罪に問われないこととなった。サンダースは1983年のインタビューで、内藤との交渉の際人体実験はしていないと再三言われこれを信じていたが、最近真相を知って彼に裏切られた思いだ、と述べている。同年10月に日本での調査を終え帰国、11月1日付で調査報告書（「サンダース・レポート」）をアメリカ国防総省に提出した。
帰国後コロンビア大学細菌学教授などを務め、退職後フロリダ州ボカラトンに医学研究所を設立、研究・治療にあたった。